# Maynard Dixon
Maynard Dixon (24 de enero de 1875 - 11 de noviembre de 1946) fue un artista estadounidense. Era conocido por sus pinturas y su obra se centró en el Oeste de Estados Unidos. Dixon es considerado uno de los mejores artistas y ha dedicado la mayor parte de su arte a los EE. UU. Suroeste culturas y paisajes de finales del siglo XIX y primera mitad del siglo XX. A menudo lo llamaban "El último vaquero de San Francisco".
A través de su trabajo con la Galerie Beaux Arts, una galería cooperativa en San Francisco, Dixon jugó un papel fundamental asegurando que la Costa Oeste de los Estados Unidos apoyara el trabajo de artistas locales y modernos. Estuvo casado durante un tiempo con la fotógrafa Dorothea Lange y más tarde con la pintora Edith Hamlin.

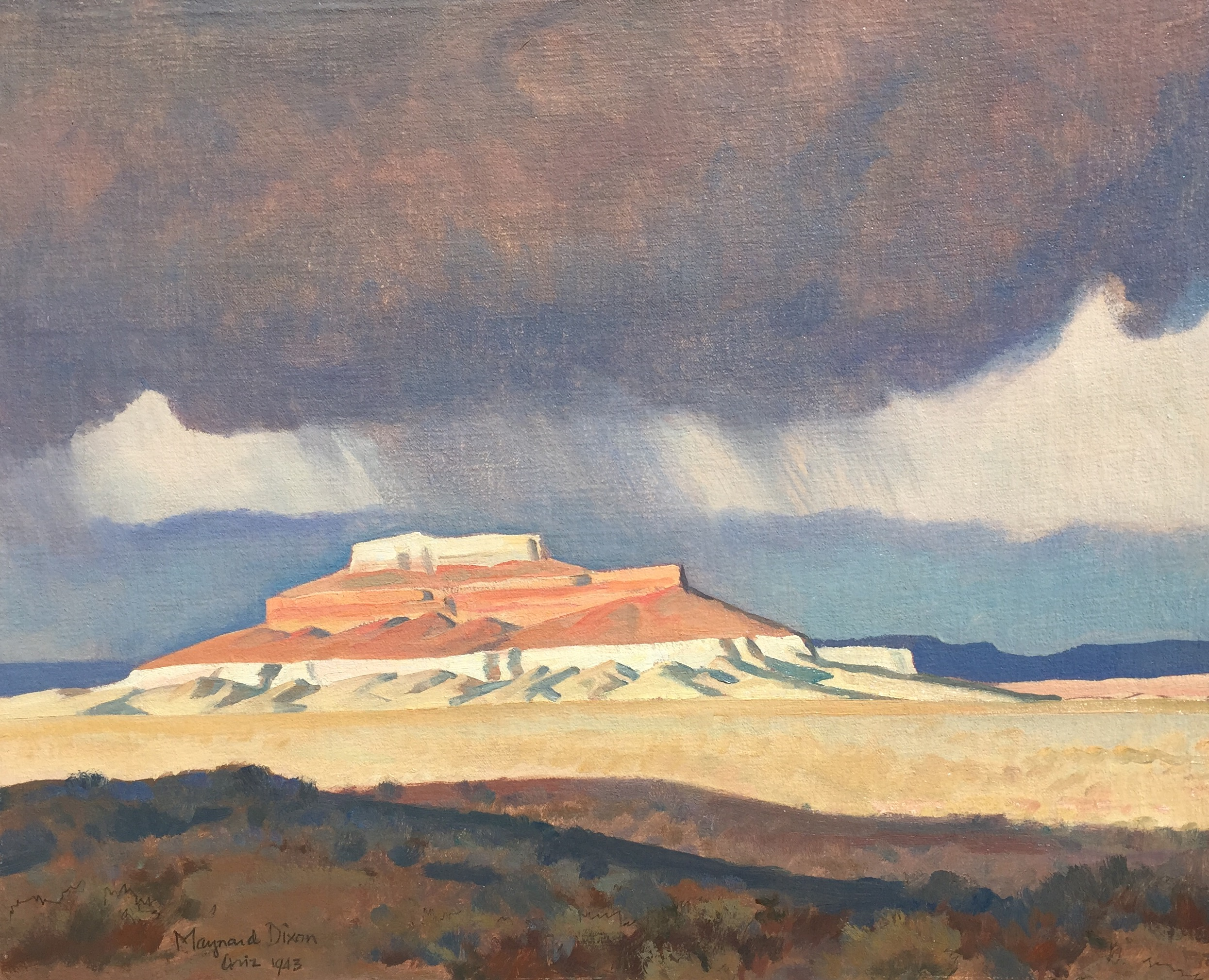
"Thunder Over Ship Rock" Steven Stern Bellas Artes

## Primeros años y educación
Nació como Lafayette Maynard Dixon en Fresno, California, en honor a su abuelo materno. Su familia de aristocráticos confederados de Virginia había encontrado un nuevo hogar en California después de la guerra civil estadounidense. Su padre era Henry "Harry" St. John Dixon, un ex oficial confederado convertido en ranchero. Su madre, Constance Maynard, una hija bien educada de un oficial de la Marina de San Francisco , compartió su amor por la literatura clásica con el joven y lo animó a escribir y dibujar. Su hermano Harry St. John Dixon era un metalúrgico.
Dixon se mudó a San Francisco en 1893 y estudió con Arthur Mathews en la Escuela de Diseño de California (ahora Instituto de Arte de San Francisco). Allí se hizo amigo del pintor tonalista Xavier Martinez, con quien viajó a Monterey, Carmel. y Punta Lobos.

## Carrera
En 1900, Dixon visitó Arizona y México y luego acompañó al artista Edward Borein en un viaje a caballo por varios estados del oeste. También organizó la exposición debut del escultor que pronto será famoso Arthur Putnam en la "sala de travesuras" del San Francisco Press Club. El viaje de dibujo de Dixon por Arizona y Guadalajara en marzo y abril de 1905 con Martínez atrajo mucha atención en la prensa. Dixon se mudó al taller de Martínez en Montgomery Street; Sus exposiciones de estudio conjuntas generalmente se llevaban a cabo los sábados. Para asegurar un ingreso estable, trabajó como ilustrador para periódicos y revistas locales (incluidos Overland Monthly y Revista Sunset), y numerosos libros ilustrados, como Hopalong Cassidy de Clarence E. Mulford.
Para su primera exposición en el suroeste, Dixon contribuyó con cuatro óleos a la muestra de Arte moderno del oeste americano comisariada por la conocida impresionista Jennie V. Cannon en la Universidad de Arizona en Tucson en diciembre. de 1912.
En 1917, para apoyar la entrada de Estados Unidos en la Primera Guerra Mundial, Dixon se unió a Lee Fritz Randolph, Bruce Nelson y otros artistas en un comité para rediseñar la arquitectura estadounidense. Camuflaje militar.
Durante su estancia en el norte de California, fue un prolífico colaborador en exposiciones de arte. Su primera exposición publicitada fue una muestra de "artistas regionales" en Alameda, California durante la primavera de 1899.A partir de entonces expuso en lugares importantes: Sociedad de Artistas de California (1902); Club bohemio (1903-1928); Asociación de Arte de San Francisco (1903-1931); Liga de Artistas de Periódicos (1903); Club de Prensa (1904); Hotel Del Monte Galería de Arte (1907-1909); Exposición Internacional Panamá-Pacífico (1915); Galería Gump (1920 - exposición individual); San Francisco Print Rooms (1920; esta exposición se envió posteriormente a Honolulu); Galerías Don Lee de San Francisco (1923); Galería de arte de Oakland (1926-1928); Universidad de California, Berkeley (1928); Feria Estatal de California (1928); y Exposición Internacional Golden Gate (1939).
Entre 1925 y 1933, la marchante de arte Beatrice Judd Ryan dirigió la Galerie Beaux Arts en San Francisco, con la dirección de Dixon. La Galerie Beaux Arts fue la primera galería contemporánea de la ciudad, así como una cooperativa sin fines de lucro, que apoyaba a los artistas modernos locales.
En 1926, Dixon fue co-curador con Laura Adams Armer de una exposición de “Pueblo and Navajo Arts & Crafts” en la Galería Paul Elder de San Francisco bajo los auspicios de la Asociación de Defensa India del Centro y Norte de California. En 1927 se unió a varios artistas destacados en un boicot a la Exposición Anual del Bohemian Club cuando se excluyeron las obras de los artistas más "modernos". Durante febrero de 1930 fue uno de los pocos artistas, entre los que se encontraban Ralph Stackpole, Otis Oldfield, Helen Katharine Forbes y varios otros, que contribuyeron a una exposición de la Galerie Beaux Arts donde El tema de cada pintura era la misma modelo femenina. Durante el verano de 1931 expuso con los artistas más destacados del oeste, incluidos William Ritschel, Armin Hansen, Granville Redmond y Leland Curtis, en Tahoe Tavern. en el lago Tahoe. Entre 1935 y 1943 fue miembro de la Sociedad de los Trece Acuarelistas que expuso en: Museo de Arte de San Francisco, Palacio de la Legión de Honor de California, Galería de Arte de la Universidad de Stanford; y el Museo de Young.
Durante un tiempo, vivió en Nueva York con su joven esposa y su pequeña hija Constance, pero pronto regresó al oeste de los Estados Unidos, donde dijo que podía crear "arte honesto del oeste" en lugar de las versiones románticas que le pagaban por crear. . Poco después de comenzar una nueva vida en San Francisco, su primer matrimonio terminó.
Dixon desarrolló su estilo durante este período y los temas occidentales se convirtieron en su marca registrada. En San Francisco, Dixon era considerado un personaje pintoresco con buen sentido del humor. A menudo se vestía como un vaquero y parecía decidido a impartir un estilo occidental, generalmente en forma de un sombrero Stetson negro, botas y una corbata bolo.

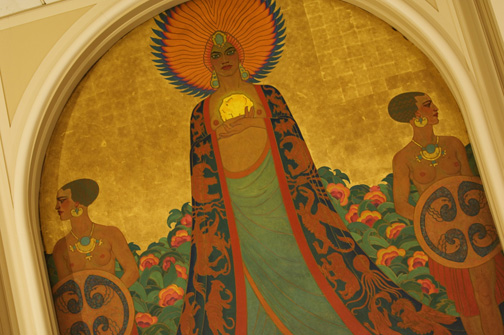
Dixon contribuyó a los murales que adornan un salón de banquetes en el Mark Hopkins Hotel, incluido el de la Reina Califia que se muestra acompañada por dos de sus guerreras

Influenciado en parte por la Exposición Internacional Panamá Pacífico de 1915, Dixon comenzó a buscar una nueva expresión, alejándose del impresionismo y adoptando un estilo más simple y moderno. Conocer y casarse con Dorothea Lange, una fotógrafa de retratos del este, tuvo una gran influencia en su arte. Se casaron en 1920 y en 1925, el año en que nació su primer hijo, Daniel Rhodes Dixon (15 de mayo), el estilo de Maynard había cambiado dramáticamente hacia composiciones aún más poderosas, con énfasis en el diseño, el color y la autoexpresión. Surgió un verdadero modernista. El poder de los horizontes bajos y las formaciones de nubes en marcha, simplificadas y destiladas, se convirtieron en su propia marca y al mismo tiempo eran audaces y misteriosas. El 12 de junio de 1928 nació su segundo hijo, John Eaglefeather Dixon.
Durante la Gran Depresión, Dixon pintó una serie de lienzos de realismo social que representan la política predominante de huelgas marítimas, trabajadores desplazados y los afectados por la depresión. Simultáneamente, Lange capturó en película imágenes de los trabajadores migrantes en el Valle de Salinas y las colas de pan de la ciudad, imágenes que finalmente le dieron fama. En 1933, los Dixon pasaron el verano en el Parque Nacional Zion con estancias en la aldea de Mount Carmel, Utah. Lange fue llamada de regreso a San Francisco, separación que llevó al divorcio de la pareja en 1935.

Casa de Maynard Dixon

Dos años más tarde, Dixon se casó con la muralista de San Francisco Edith Hamlin. La pareja dejó San Francisco dos años después para ir al sur de Utah, la fuente de algunas de las mejores obras de arte de Dixon. En 1939, la pareja construyó [[Casa y estudio Maynard y Edith Hamlin Dixon] una casa de verano]] en Mount Carmel, donde Dixon encontró nuevos amigos y se volvió a familiarizar con los paisajes naturales locales. Vivía cerca de los álamos a lo largo de una antigua acequia de riego y hacía caminatas cortas hasta una meseta donde amaba la tranquilidad. Dixon pasó los meses de invierno en Tucson, donde la pareja también tenía una casa y un estudio.